# Sigmund Verstraete
Sigmund Verstraete (ur. 6 stycznia 1989 roku w Reims) – francuski wioślarz.

## Osiągnięcia
- Mistrzostwa Świata Juniorów – Amsterdam 2006 – jedynka – 8. miejsce[1].
- Mistrzostwa Świata Juniorów – Pekin 2007 – czwórka podwójna – 4. miejsce[1].
- Mistrzostwa Świata U-23 – Račice 2009 – czwórka podwójna – 4. miejsce[1].
- Mistrzostwa Europy – Montemor-o-Velho 2010 – czwórka podwójna – 9. miejsce[1].